# شهرستان لامویل (ورمانت)
شهرستان لامویل واقع در ایالت ورمانت است. جمعیت این شهرستان بر اساس سرشماری سال ۲۰۱۰ آمریکا ۲۴۴۵۷ نفر گزارش شده‌است. مرکز شهرستان لامویل، شهر هایدپارک است.این شهرستان در سال ۱۸۳۵ بنیانگذاری شده‌است.